# FOXO4
La proteína O4 forkhead box (FOXO4) es una proteína codificada en humanos por el gen FOXO4.

## Interacciones
La proteína FOXO4 ha demostrado ser capaz de interaccionar con:
- PIN1[3]
- Mdm2[4]